# Луповка
Луповка — бывшая деревня в Хиславичском районе Смоленской области России.
Находилась в 1 версте юго-восточнее современной деревни Ускосы на ручье, впадающем слева в реку Сож.

## История
В 1978 году деревни уже не существовало, в справочнике отмечено, что она числилась в списках только до 1965 года.
В 1993 году деревня считалась, как прекратившая существование деревня Печерского сельсовета Хиславичского района.